# Aplodactylidae
Los aplodactílidos (Aplodactylidae) son una familia de peces marinos incluida en el orden Perciformes. Se distribuyen por las costas de Perú, Chile, Nueva Zelanda y sudeste de Australia. Su nombre viene del griego haploos (simple) y daktylos (dedos).
En la aleta dorsal tienen de 14 a 23 espinas y 16 a 21 radios blandos, mientras que la aleta anal tiene de 6 a 8 radios blandos. Poseen dientes en el vómer, teniendo en la mandíbula una variedad de tipos de dientes: incisivos, lanceolados y tricúspides.

## Géneros y especies
Existen seis especies agrupadas en dos géneros:
- Género Aplodactylus (Valenciennes en Cuvier y Valenciennes, 1832)
  - Aplodactylus arctidens (Richardson, 1839)
  - Aplodactylus etheridgii (Ogilby, 1889)
  - Aplodactylus guttatus (Guichenot, 1848)
  - Aplodactylus punctatus (Valenciennes en Cuvier y Valenciennes, 1832) - Jerguilla, Leonora o Pintadilla.
  - Aplodactylus westralis (Russell, 1987)

- Género Crinodus (Gill, 1862)
  - Crinodus lophodon (Günther, 1859)